# قنات چهار چشمه سورشجان
قنات چهار چشمه سورشجان مربوط به دوره قاجار است و در شهرستان شهرکرد، شهر سورشجان واقع شده است. این اثر در تاریخ ۱۱ مرداد ۱۳۸۴ با شمارهٔ ثبت ۱۲۴۰۷ به‌عنوان یکی از آثار ملی ایران به ثبت رسیده است.